# Demetrios (Kyniker)
Demetrios (altgriechisch Δημήτριος, lateinisch Demetrius) war ein kynischer Philosoph aus Korinth, der in Rom während der Regierungszeit von Caligula, Nero and Vespasian, also im 1. Jahrhundert lebte.
Er war ein vertrauter, äußerst geschätzter Freund von Seneca, der ihn in seinen Schriften häufig erwähnt. In seinen De beneficiis (Über Wohltaten) wird Demetrios so charakterisiert:

„Die Natur brachte ihn, wie mich dünkt, in unsern Zeiten hervor, um zu zeigen, dass er zu gesund sei, um von uns angesteckt, und wir zu verderbt, um von ihm gebessert zu werden – einen Mann von einer alle Proben bestehenden Weisheit, wiewohl er weit entfernt ist, diese Meinung von sich selbst zu haben, von aushaltender Festigkeit in seinen Grundsätzen und Entschließungen, und von einer männlichen und ungeschminkten Beredsamkeit, die, ohne sich um zierliche Phrasen und künstliche Wortstellungen zu bekümmern, immer dem Strom seiner Empfindungen folgt, und die freie volle Ergießung einer von dem Gegenstande begeisterten Seele ist. Ich zweifle keinen Augenblick, dass die Vorsehung diesem Manne den Willen und das Vergnügen so zu leben, und das Talent so zu reden gegeben habe, damit es unserm Jahrhundert weder an einem vollkommnen Beispiele noch an einem unerbittlichen Tadler fehle.“

Seine Missachtung weltlichen Reichtums und sein kynischer Witz werden in einer von Wieland ausgeschmückten Seneca-Überlieferung deutlich:

„Cajus Cäsar (Caligula) bot ihm einst ein Geschenk von 8000 Talern an, entweder bloß aus einem allergnädigsten Anstoß von kaiserlicher Freigebigkeit gegen einen armen Teufel von Philosophen, dessen Singularität ihn vielleicht einen Augenblick belustigt hatte – oder um zu sehen, was eine Summe, die in den Augen eines so armen Erdensohns schon sehr ansehnlich sein müsste, für eine Wirkung bei ihm machen würde. Demetrius scheint das letztere geahnt zu haben. Er schlug das Geschenk aus, und war so weit entfernt, sich damit groß zu wollen, dass er sich vielmehr gedemütigt fühlte, vom Kaiser für klein genug gehalten zu werden, dass ein solches Geschenk ihn entweder sollte ehren oder bestechen können. Wenn er mich in Versuchung führen wollte, sagte Demetrius, so hätte er mir sein ganzes Reich anbieten müssen.“

Demetrios war auch mit Thrasea Paetus befreundet und war bei seinem durch Nero erzwungenen Freitod anwesend, wie Tacitus in seinen Annalen berichtet. Als 71 n. Chr. viele Philosophen aus Rom vertrieben wurde, musste auch Demetrios nach Griechenland ins Exil gehen, so Cassius Dio.
Demetrios wird manchmal mit einem Demetrios von Sounion verwechselt, der bei Lukian erwähnt wird. Es handelt sich dabei aber wahrscheinlich um einen etwas späteren Kyniker.